# Salzmiere
Die Salzmiere (Honckenya peploides), auch Strandportulak genannt, ist die einzige Pflanzenart der Gattung Honckenya innerhalb der Familie der Nelkengewächse (Caryophyllaceae). Diese niederwüchsige Strandpflanze ist so widerstandsfähig, dass sie das Leben in der bewegten Strandzone erträgt, und ist somit ein wertvoller Helfer im Küstenschutz. An geeigneten Standorten bildet sie größere Matten aus. Man findet sie zirkumpolar an den Meeresküsten Eurasiens und Nordamerikas.

## Beschreibung

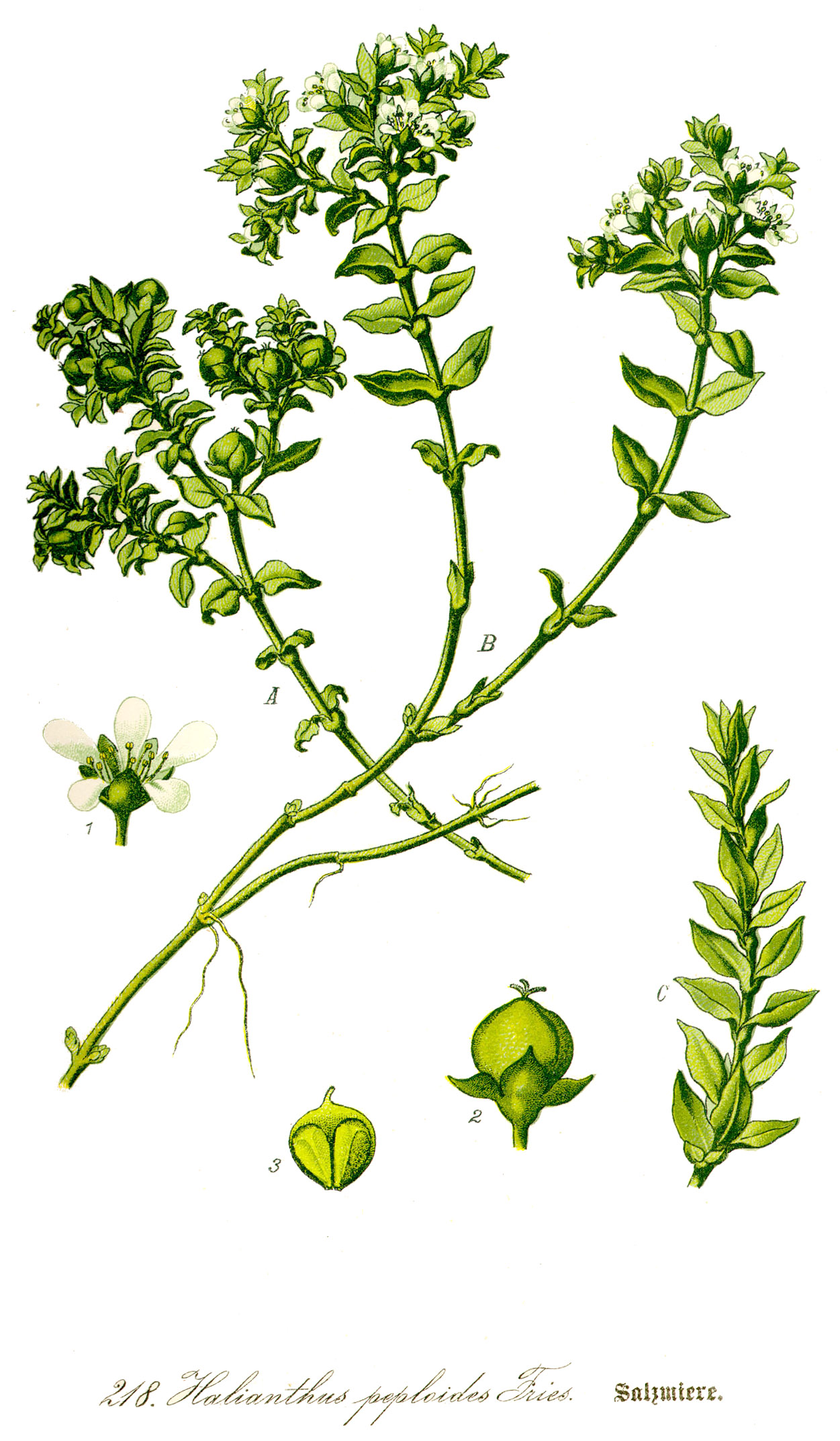
Illustration

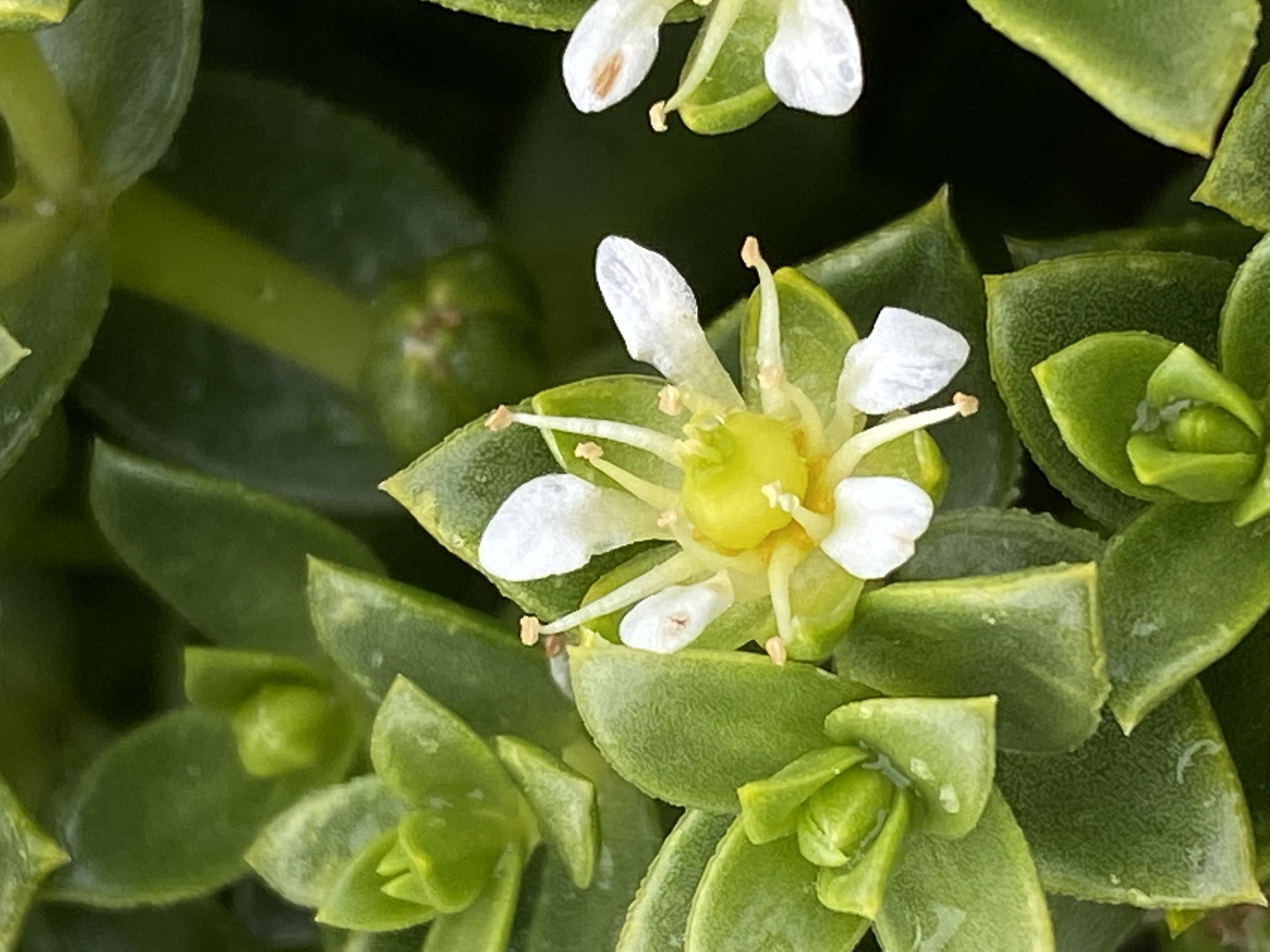
Radiärsymmetrische, fünfzählige Blüte

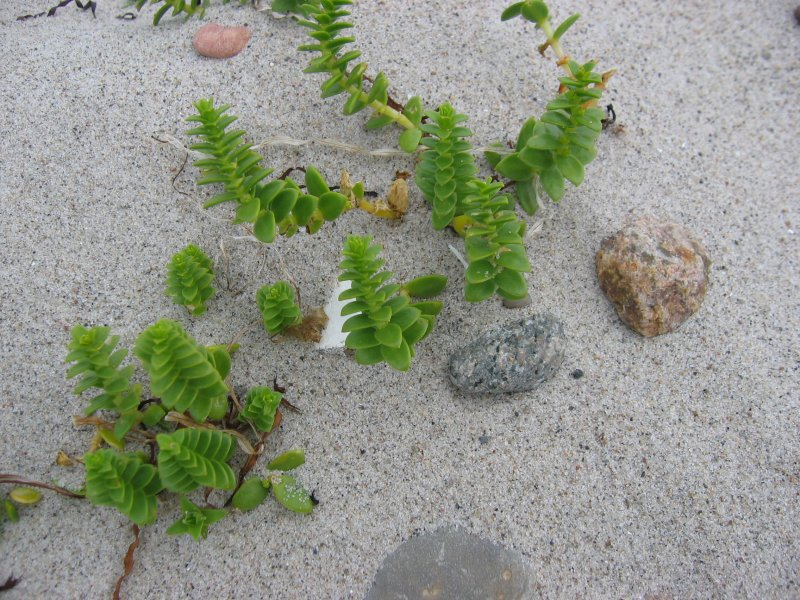
Habitus

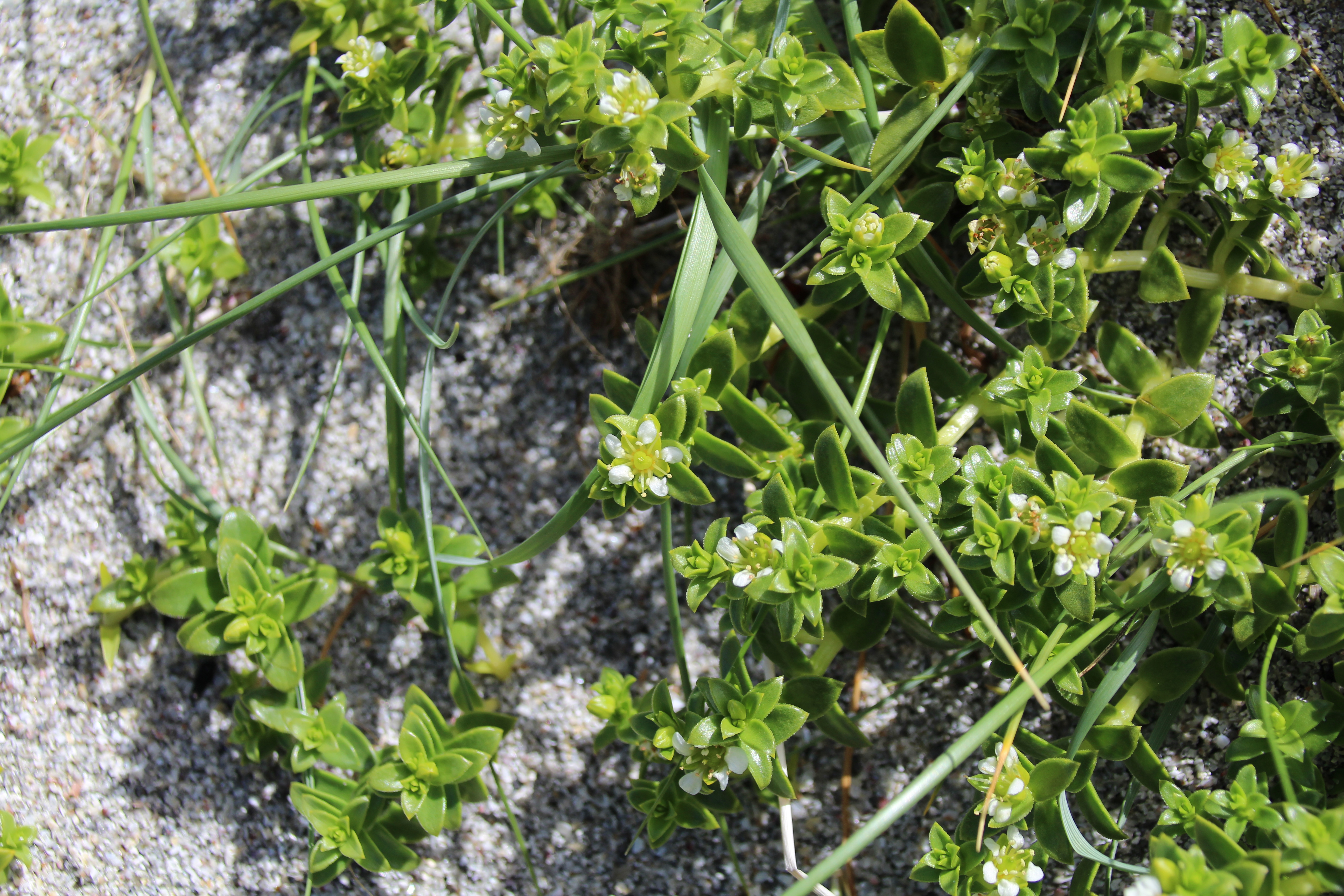
Habitus

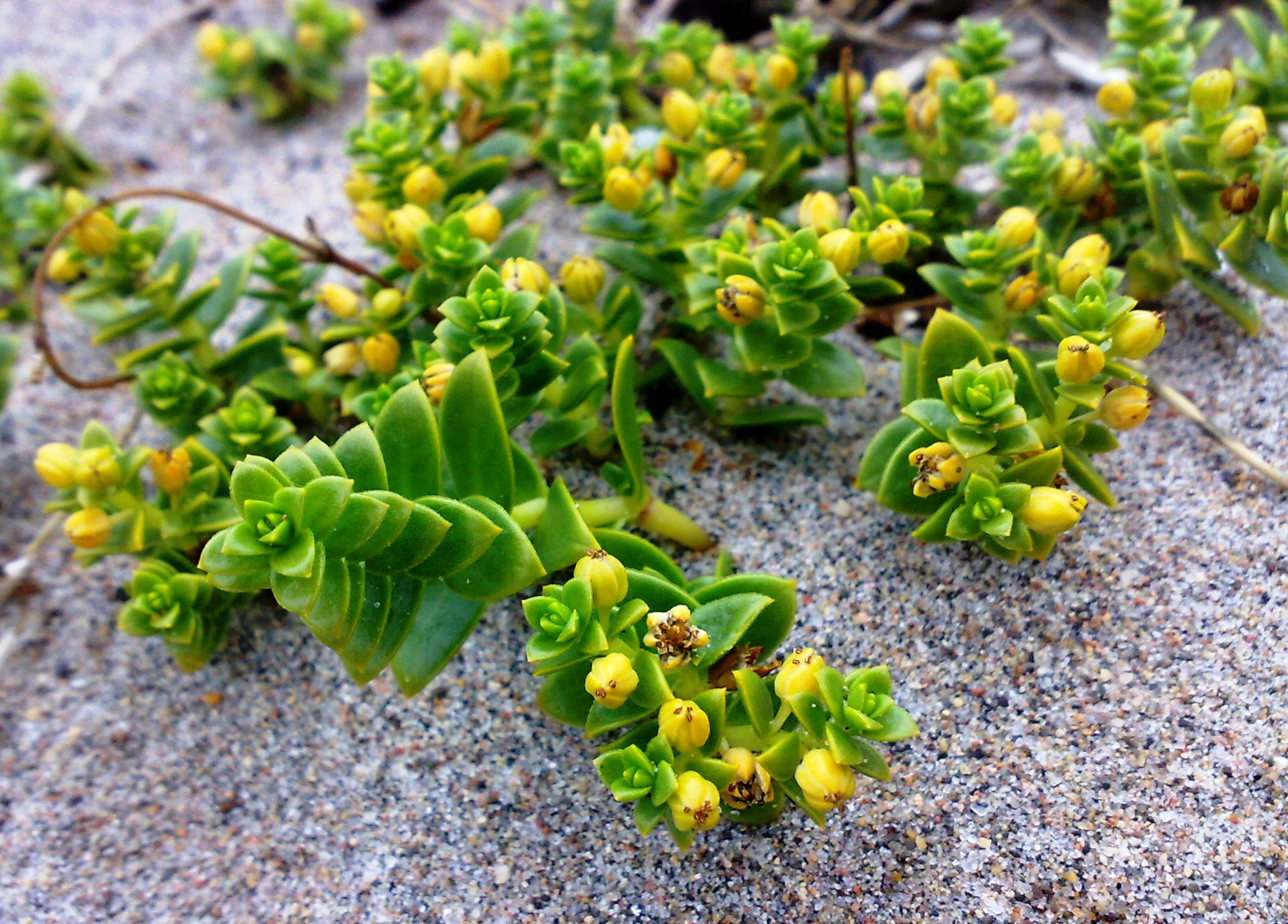
Habitus

### Vegetative Merkmale
Die Salzmiere wächst als immergrüne, ausdauernde krautige Pflanze und erreicht Wuchshöhen von 10 bis 30 Zentimetern. Sie bildet ein umfangreiches Wurzelsystem aus. Wird sie unter dem Sand begraben, sendet sie neue Stängel nach oben. Der kahle fleischige Stängel ist niederliegend bis aufsteigend, vierkantig bis rundlich und wurzelnd an den Knoten.
Diese Salzpflanze (Halophyt) besitzt sukkulente Blätter. Die gelb-grünen, dem Stängel aufsitzenden Laubblätter sind kreuz-gegenständig angeordnet. Als Anpassung an den Standort Strand sind die Blätter mit Salzdrüsen versehen, über die überschüssiges Salz ausgeschieden werden kann. Die kahlen und dickfleischigen Blattspreiten sind bei einer Länge von 1 bis 4 Zentimeter und einer Breite von 3 bis 20 Millimetern eiförmig. Nebenblätter sind keine vorhanden.

### Generative Merkmale
Die Blütezeit erstreckt sich von Mai bis August. Es sitzt jeweils nur eine Blüte auf dem Ende einer Stängelverzweigung, die jeweils den Blattachseln entspringt und so den Blütenstand, eine Scheindolde ausbildet.
Die unscheinbaren Blüten sind radiärsymmetrisch und fünfzählig mit doppelter Blütenhülle. Die fünf Kelchblätter sind eiförmig-lanzettlich. Die fünf weiß-grünlichen bis elfenbeinfarbigen Kronblätter sind bei einer Länge von 2 bis 3 Millimetern etwa so lang wie die Kelchblätter, und länglich-eiförmig und ganzrandig. Neben eingeschlechtigen kommen auch zwittrige Blüten vor. Bei weiblichen und zwittrigen Blüten sind drei Griffel vorhanden. Bei den weiblichen Blüten sind Staub- und Kronblätter verkümmert, während die männlichen Blüten keine Griffel ausbilden.
Die Samen reifen von Juni bis September. Die bei einem Durchmesser von 6 bis 10 Millimetern fast kugelige Kapselfrucht öffnet sich mit drei Fruchtklappen, aus denen die Samen bei Bewegung herausfallen. Die tropfenförmigen, glatten, kastanien-braunen Samen sind 2 bis 4 Millimeter lang.
Die Chromosomenzahl beträgt 2n = 68.

## Ökologie
Ihre Überdauerungsknospen liegen sowohl unterirdisch (Geophyt) als auch an der Oberfläche (Hemikryptophyt). Sie tritt in größeren, manchmal bestandsbildenden Gruppen auf. Über die Bewurzelung der Stängelknoten breitet sich die Salzmiere vegetativ aus.
Die Bestäubung erfolgt selten durch Insekten, vielmehr werden die Pollen durch Flugsand von Blüte zu Blüte getragen; diese Art von Windausbreitung ist sehr selten. Die zwittrigen Blüten können sich aber auch selbst bestäuben.

## Vorkommen
Die Salzmiere ist in mehreren Unterarten circumpolar an fast allen nördlichen Meeresküsten Eurasiens und Nordamerikas verbreitet. Sie siedelt an unverfestigten Vordünen und an Spülsäumen der Küsten bis unmittelbar vor dem Flutsaum. An diesen exponierten Stellen hält sie nicht nur Sandverwehungen und Überflutung mit Meerwasser, sondern auch den austrocknenden Winden und der prallen Sonne stand.
An wenig beeinflussten Meeresküstenabschnitten ist sie weit verbreitet.
Sie ist charakteristisch für den pflanzensoziologischen Verband Salsolo-Honckenyion peploides (Salzkraut-Spülsaum-Gesellschaften). Sie benötigt sonnige Plätze in feuchtem bis nassem kochsalzhaltigen Sand mit einem Chloridgehalt bis 0,9 %.

## Systematik
Die Erstveröffentlichung erfolgte 1753 unter dem Namen (Basionym) Arenaria peploides durch Carl von Linné in Species Plantarum, Tomus I, Seite 423. Jakob Friedrich Ehrhart stellte 1783 mit ihr als Typusart Honckenya peploides die Gattung Honckenya in Neues Magazin fur Aerzte, Band 5, Seite 206 auf. Der Gattungsname Honckenya ehrt den deutschen Botaniker Gerhard August Honckeny (1724–1805). Weiteres Synonyme für Honckenya peploides (L.) Ehrh. sind: Minuartia peploides (L.) Hiern, Ammodenia peploides (L.) Rupr., Ammodenia peploies Rupr., Ammonalia peploides (L.) Desv., Arenaria diffusa (Hornem.) Wormsk., Arenaria peploides subsp. major (Hook.) Calder & Roy L.Taylor, Arenaria peploides var. diffusa Hornem., Arenaria peploides var. major Hook., Arenaria peploides var. maxima Fernald, Arenaria peploides var. oblongifolia (Torr. & A.Gray) S.Watson, Arenaria peploides var. robusta Fernald, Halianthus peploides (L.) Fr., Halianthus peploides var. diffusus (Hornem.) Lange, Honckenya diffusa (Hornem.) Á.Löve & D.Löve, Honckenya oblongifolia Torr. & A.Gray, Honkenya peploides Ehrh., Honckenya peploides subsp. diffusa (Hornem.) Hultén ex V.V. Petrovsky, Honckenya peploides subsp. major (Hook.) Hultén, Honckenya peploides subsp. robusta (Fernald) Hultén, Honckenya peploides var. diffusa (Hornem.) Ostenf., Honckenya peploides var. major (Hook.) Abrams, Honckenya peploides var. robusta (Fernald) House.
Je nach Autor gibt es etwa vier Unterarten von Honckenya peploides:
- Honckenya peploides subsp. diffusa (Hornem.) Hultén: Der Hauptstängel hat zahlreiche Knoten im Abstand von 5 bis 30 Millimetern. Er ist gleichmäßig mit Blättern besetzt und hat in etwa die gleiche Länge wie die seitlichen Stängel. Die Samen sind gelblich bis rötlichbraun. Diese Unterart blüht im Sommer und ist vor allem in den arktischen Gebieten Eurasiens und Nordamerikas verbreitet.
- Honckenya peploides subsp. major (Hook.) Hultén: Der Hauptstängel hat nur wenige Knoten und die Blattpaare auf ihm stehen weit auseinander, außerdem ist er deutlich länger als die seitlichen Stängel. Hauptverbreitungsgebiete sind die Westküste Nordamerikas und die nördlichen Pazifikküsten Ostasiens.
- Honckenya peploides subsp. peploides: Hauptverbreitungsgebiet sind die europäischen Meeresküsten.
- Honckenya peploides subsp. robusta (Fernald) Hultén: Pflanze mit wenigen aufsteigenden Stängeln, die aber zu schwach sind um aufrecht zu stehen mit nur wenigen einfachen Verzweigungen. Verzweigungsknoten am Hauptstängel alle 10 bis 55 Millimeter. Die Kelchblätter sind mit 4 bis 7 Millimeter etwas länger und an der Spitze stumpf. Hauptverbreitungsgebiet ist die Nordamerikanische Ostküste.

## Verwendung
Die jungen Pflanzenteile sind reich an Vitamin C und A. Sie können roh oder gekocht verzehrt werden und schmecken säuerlich. Am besten sollen sie sein, solange die Pflanze noch nicht blüht. Die Zubereitung in Form von Sauerkraut ist gebräuchlich. In Island wird die Salzmiere in Molke eingelegt und zu Likör vergoren.